# IKCO Samand
La Samand (signifiant en persan, un cheval de course ou un étalon) est une automobile iranienne, fabriquée par la société Iran Khodro depuis septembre 2002 et équipée d'un moteur de Peugeot 405 ou du moteur local dénommé Melli (National).
Il y a trois modèles de Samand :
- Samand Soren
- Samand LX
- Samand Vanet, pick-up, vendu au Venezuela sous le nom Centauro.

Elle existe en version essence à 15 000 CHF et en bicarburation gaz/essence à 17 000 CHF.

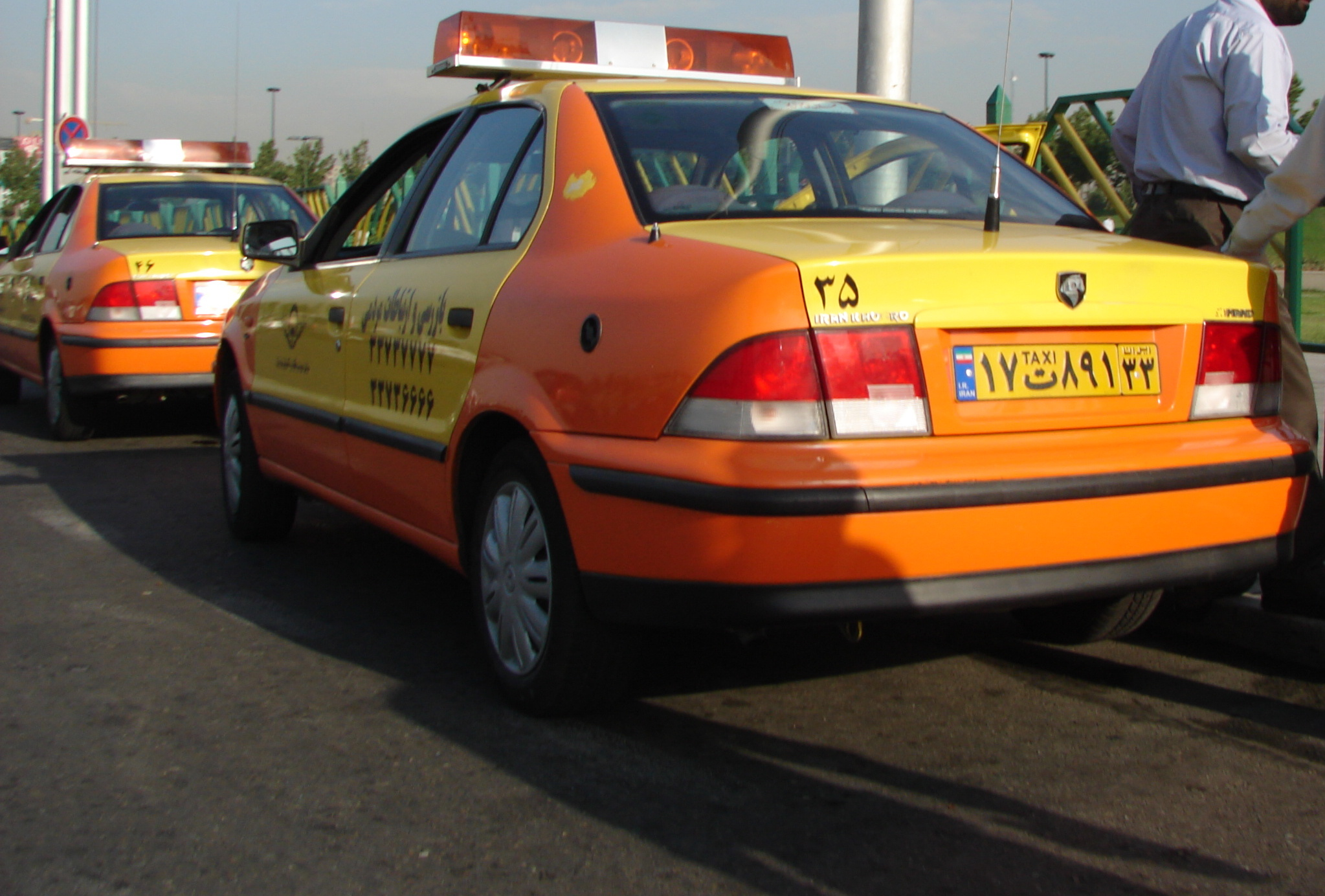
Arrière de la Samand.

## Évolutions

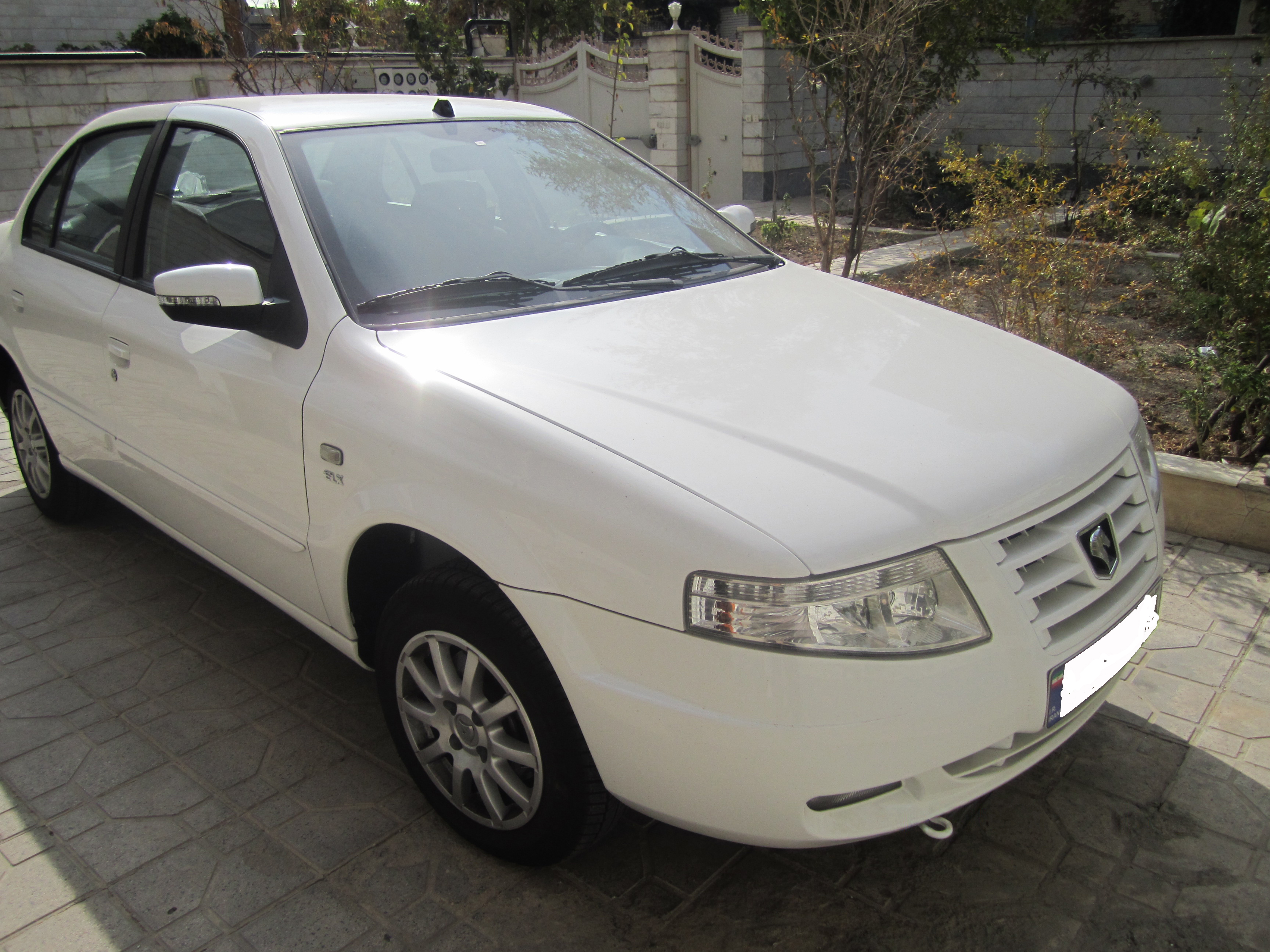
Soren

La Samand Soren sortie en 2007 et la Samand Soren ELX sortie en 2008 sont des versions modifiées de la Samand.

## Dena

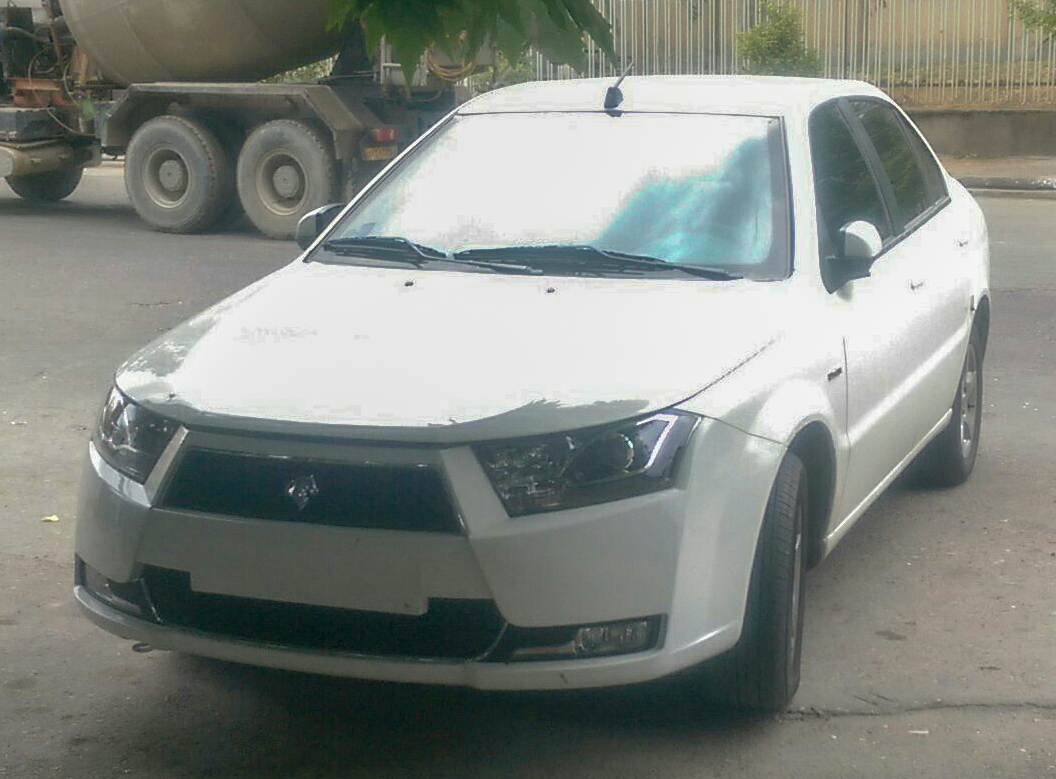
Dena

La Dena est construite sur la base de la Samand, seuls l'arrière et l'avant de la voiture sont nouveaux. Trois moteurs différents produits localements mais basés sur des moteurs Peugeot sont disponibles. La Dena est présentée en 2011 et produite depuis 2012.

## Pays d'exportation
Les voitures Samand sont exportés dans les pays suivants :

### Afrique
- Algérie[3]
- Égypte[4]
- Ghana[5]
- Mali[5]
- Maroc[6]
- Sénégal[7]
- Tunisie[8]

### Asie
- Afghanistan[7]
- Arménie[7]
- Azerbaïdjan[7]
- Bangladesh[9]
- Syrie[10]
- Tadjikistan[10]
- Turquie[10]
- Vietnam[9]
- Irak[11]

### Europe
- Biélorussie[7]
- Russie[7],[10]
- Suisse[12]

### Amérique du Sud
- Venezuela[13]